# Arija
Aria (ros. Ария) – rosyjska, heavymetalowa grupa muzyczna, powstała w 1985 roku z inicjatywy Władimira Chołstinina, Aleksandra Granowskiego i Walerija Kipiełowa. Zespół gra tradycyjną odmianę metalu, zbliżoną brzmieniowo do Iron Maiden, Black Sabbath, czy Helloween. Teksty do piosenek są w znacznej mierze zaczerpnięte z poezji Margarity Puszkinej oraz Aleksandra Jelina.
Jest to jeden z najstarszych zespołów rosyjskiej sceny metalowej i przy tym wciąż najpopularniejszych (w 2004 znaleźli się w pierwszej dziesiątce najpopularniejszych rosyjskich zespołów rockowych). W 2007 r. został laureatem festiwalu Fuzz.

## Skład
- Władimir Hołstinin (Владимир Холстинин, ur. 12 maja 1958) - gitara, gitara akustyczna, mandolina
- Witalij Dubinin (Виталий Дубинин, ur. 9 października 1958) - gitara basowa, śpiew
- Michaił Żytiakow (Михаил Житняков, ur. 21 stycznia 1979) - śpiew,
- Siergiej Popow (Сергей Попов, ur. 20 września 1959) - gitara, gitara akustyczna
- Maksim Udałow (Максим Удалов, ur. 16 czerwca 1966) - perkusja

Od początku z grupą związany był wokalista Walerij Kipiełow, który odszedł po nagraniu albumu Chimera. Inni muzycy, którzy grali w Arii, to Siergiej Mawrin, Siergiej Tierientiew, Aleksandr Maniakin, Aleksandr Lwow, Andriej Bolszakow, Igor Mołczanow, Kiryłł Pokrowski. Trzej ostatni założyli w 1987 roku grupę Master.

## Dyskografia

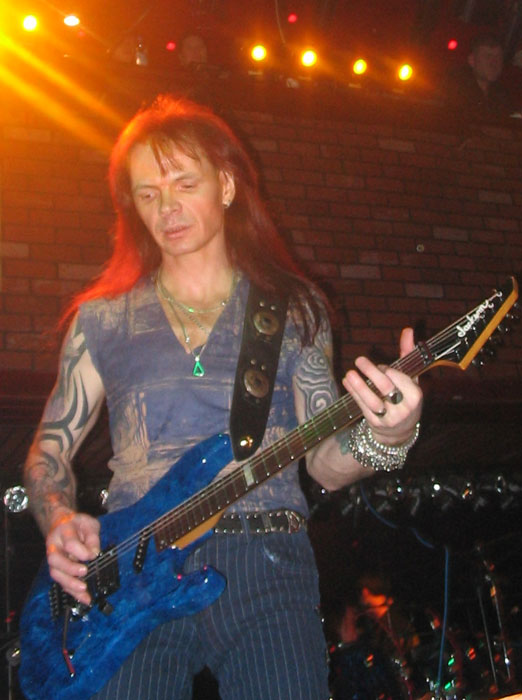
Siergiej Mawrin

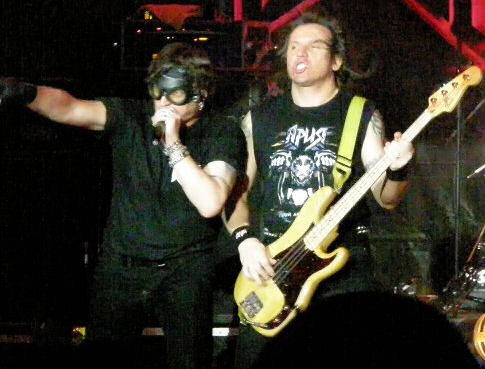
Artur Bierkut i Witalij Dubinin

### Albumy
- Manija wieliczija (Мания величия, 1985)
- S kiem ty? (С кем ты?, 1986)
- Gieroj asfalta (Герой асфальта, 1987)
- Igra s ogniom (Игра с огнём, 1989)
- Krow' za krow' (Кровь за кровь, 1991)
- Nocz korocze dnia (Ночь короче дня, 1995)
- Gienierator zła (Генератор зла, 1998)
- Chimiera (Химера, 2001)
- Krieszczenie ogniom (Крещение огнём, 2003)
- Armagieddon (Армагеддон, 2006)
- Feniks (Феникс, 2011)
- Czeres wsie wremiena (Через все времена, 2014)

### Single, kompilacje i in.
- Сделано в России (Zdiełano w Rosji) (1996)
- АваРИЯ (AwaRIJA) (1997)
- Легенды русского рока (Legiendy ruskogo roka) (1997)
- Лучшие песни (Łuczszije piesni) (1999)
- Tribute to Harley Davidson (1999)
- 2000 и одна ночь (2000 i onda nocz') (1999)
- Потеряный рай (Potierianyj raj) (2000)
- Grand Collection (2000)
- Дальнобойщики-2 (Dalnobojszcziki) (2000)
- Колизей (Koliziej) (2002)
- Штиль (Sztil) (2002)
- Легенды русского рока-2 (Legiendy ruskogo roka-2) (2003)
- В поисках новой жертвы (W poiskach nowoj Żiertwy) (2003)
- Беспечный ангел (Biezpiecznyj angieł) (2004)
- Живой огонь (Żiwoj ogoń) (2004)
- Чужой (Czużoj) (2006)
- Пοле битвы (Pole bitwy) (2009)